# Campeonato Mundial de Tiro con Arco en Sala de 2016
El XIII Campeonato Mundial de Tiro con Arco en Sala se celebró en Ankara (Turquía) entre el 1 y el 6 de marzo de 2016 bajo la organización de la Federación Internacional de Tiro con Arco (FITA) y la Federación Turca de Tiro con Arco.
Las competiciones se realizaron en las instalaciones del Congresium Ankara.

## Medallistas

### Masculino
| Evento                            | Oro                                                         | Plata                                                  | Bronce                                                            |
| --------------------------------- | ----------------------------------------------------------- | ------------------------------------------------------ | ----------------------------------------------------------------- |
| Arco recurvo individual (05.03)   | Heorhi Ivanytsky · Ucrania                                  | Serhi Makarevych · Ucrania                             | Brady Ellison Estados Unidos                                      |
| Arco recurvo por equipo (05.03)   | Florian Floto · Florian Kahllund · Carlo Schmitz · Alemania | Florent Mulot Olivier Tavernier Thomas Antoine Francia | Bair Tsybekdorzhiyev · Alexandr Kozhin · Arsalan Baldanov · Rusia |
| Arco compuesto individual (06.03) | Sébastien Peineau Francia                                   | Mike Schloesser · Países Bajos                         | Omid Taheri Irán                                                  |
| Arco compuesto por equipo (06.03) | Sergio Pagni · Luigi Dragoni · Michele Nencioni · Italia    | Patrick Laursen Stephan Hansen Martin Damsbo Dinamarca | Sébastien Peineau Jean-Philippe Boulch Fabien Delobelle Francia   |

### Femenino
| Evento                            | Oro                                                       | Plata                                                            | Bronce                                                        |
| --------------------------------- | --------------------------------------------------------- | ---------------------------------------------------------------- | ------------------------------------------------------------- |
| Arco recurvo individual (05.03)   | Lisa Unruh · Alemania                                     | Natalia Leśniak · Polonia                                        | Claudia Mandia · Italia                                       |
| Arco recurvo por equipo (05.03)   | Tomomi Sugimoto Kaori Kawanaka Rina Sugibayashi Japón     | Natalia Leśniak · Karina Lipiarska · Wioleta Myszor · Polonia    | Yuliya Lobzhenidze Kristine Esebua Jatuna Narimanidze Georgia |
| Arco compuesto individual (06.03) | Irene Franchini · Italia                                  | Albina Loguinova · Rusia                                         | Sarah Prieels · Bélgica                                       |
| Arco compuesto por equipo (06.03) | Tanja Jensen Erika Anear Sarah Holst Sonnichsen Dinamarca | Mariya Vinogradova · Natalia Avdeyeva · Albina Loguinova · Rusia | Irene Franchini · Laura Longo · Eleonora Sarti · Italia       |

## Medallero
| Núm. | País           | Oro | Plata | Bronce | Total |
| ---- | -------------- | --- | ----- | ------ | ----- |
| 1    | Italia         | 2   | 0     | 2      | 4     |
| 2    | Alemania       | 2   | 0     | 0      | 2     |
| 3    | Francia        | 1   | 1     | 1      | 3     |
| 4    | Dinamarca      | 1   | 1     | 0      | 2     |
| 4    | Ucrania        | 1   | 1     | 0      | 2     |
| 6    | Japón          | 1   | 0     | 0      | 1     |
| 7    | Rusia          | 0   | 2     | 1      | 3     |
| 8    | Polonia        | 0   | 2     | 0      | 2     |
| 9    | Países Bajos   | 0   | 1     | 0      | 1     |
| 10   | Bélgica        | 0   | 0     | 1      | 1     |
| 10   | Estados Unidos | 0   | 0     | 1      | 1     |
| 10   | Georgia        | 0   | 0     | 1      | 1     |
| 10   | Irán           | 0   | 0     | 1      | 1     |
|      | TOTAL          | 8   | 8     | 8      | 24    |